# Tipula (Lunatipula) trispinosa
Tipula (Lunatipula) trispinosa is een tweevleugelige uit de familie langpootmuggen (Tipulidae). De soort komt voor in het Palearctisch gebied.